# Alaena bicolora
Alaena bicolora är en fjärilsart som beskrevs av Bethune-Baker 1924. Alaena bicolora ingår i släktet Alaena och familjen juvelvingar. Inga underarter finns listade i Catalogue of Life.